# میدان نفتی پارسی
میدان نفتی پارسی از میدان‌های نفتی ایران می‌باشد، که در فاصله ۴۰ کیلومتری از جنوب‌شرقی شهرستان رامهرمز قرار دارد و در فاصله ۱۳۰ کیلومتری از شمال‌شرقی اهواز، در استان خوزستان مستقر می‌باشد. این میدان با طول ۳۶ کیلومتر و عرض ۷ کیلومتر، از غرب به میدان نفتی پرنج و میدان نفتی کرنج، از شمال به میدان نفتی ماماتین، از جنوب به میدان نفتی آغاجاری و از شرق به کوه بنگستان محدود شده است.
میدان نفتی پارسی در سال ۱۳۴۳ کشف شد و در سال ۱۳۴۵ بهره‌برداری از آن آغاز گردید. هم‌اکنون از ۴۹ حلقه چاه فعال، به‌طور متوسط روزانه ۵۸ هزار بشکه نفت خام در این میدان تولید می‌شود. میدان نفتی پارسی با ذخیره درجای ۱۰٫۹ میلیارد بشکه نفت خام، از میدان‌های تحت مدیریت شرکت ملی مناطق نفت‌خیز جنوب می‌باشد، که در حوزه عملیاتی شرکت بهره‌برداری نفت و گاز آغاجاری قرار دارد.